# Elaeocarpus pulchellus
Elaeocarpus pulchellus là một loài thực vật có hoa trong họ Côm. Loài này được Brongn. & Gris mô tả khoa học đầu tiên năm 1865.